# Delanie Walker
Hubert Delanie Walker (* 12. August 1984 in Pomona, Kalifornien) ist ein ehemaliger US-amerikanischer American-Football-Spieler auf der Position des Tight Ends. Er spielte für die San Francisco 49ers und die Tennessee Titans in der National Football League (NFL).

## College
Walker studierte zunächst am Mt. San Antonio College, wechselte dann zur University of Central Missouri, für deren Team, die Mules, er erfolgreich als Tight End und Return Specialist College Football spielte. 2015 wurde er für seine Leistungen in die Hall of Fame seines alten Uni-Teams aufgenommen.

## NFL

### San Francisco 49ers
Er wurde beim NFL Draft 2006 in der 6. Runde als insgesamt 175. Spieler von den San Francisco 49ers ausgewählt. Da er sich in der Vorbereitung zu seiner Rookie-Saison verletzte, kam er in der Spielzeit 2006 nur in sieben Spielen zum Einsatz. Walker spielte bei den 49ers nicht nur auf seiner angestammten Position, sondern hin und wieder auch als Wide Receiver, als Fullback, wie auf dem College auch als Return Specialist oder sogar als Gunner.
2012 konnte er mit seinem Team den Super Bowl erreichen, der allerdings gegen die Baltimore Ravens verloren ging.

### Tennessee Titans
2013 wechselte er zu den Tennessee Titans, wo er einige Franchise-Rekorde aufstellte. 2015 war er mit sechs Touchdowns der erfolgreichste Passempfänger seines Teams.
In der Saison 2015 stellte er mehrere persönliche Bestleistungen und Titans-Franchise-Rekorde auf, als er 94 Pässe für 1.088 Yards fing. Dies brachte ihm die erste Teilnahme im Pro Bowl ein. Nach der Saison verlängerte er seinen Vertrag um zwei Jahre für insgesamt 14,7 Millionen US-Dollar.
Nachdem er 2018 und 2019 nur noch in insgesamt acht Spielen zum Einsatz gekommen war, wurde er am 13. März 2020 von den Titans entlassen.
Er setzte die Saison 2020 wegen der COVID-19-Pandemie aus und absolvierte 2021 ein Probetraining bei den 49ers, erhielt dort aber keinen Vertrag. Am 18. Oktober 2022 gab Walker seinen Rücktritt vom Profisport bekannt.